# Agylla yuennanica
Agylla yuennanica är en fjärilsart som beskrevs av Daniel 1953. Agylla yuennanica ingår i släktet Agylla och familjen björnspinnare. Inga underarter finns listade i Catalogue of Life.